# Rapua
Rapua là một chi nhện trong họ Desidae.